# Roman Grucza
Roman Grucza (ur. 19 września 1941 w Rumi) – polski dyrygent, organista, nauczyciel, były organista bazyliki katedralnej św. św. Janów w Toruniu.

## Życiorys
Urodził się 19 września 1941 w Rumi. Ukończył szkołę muzyczną II st. w Gdańsku. W następnych latach studiował dyrygenturę chóralną w Akademii Muzycznej w Bydgoszczy. Studia podyplomowe ukończył w 1986 roku.
W 1969 osiadł w Toruniu, gdzie podjął pracę w szkole muzycznej. Przez kilkanaście lat prowadził zajęcia z teorii, instrumentacji i dyrygowania oraz prowadził orkiestrę i chór. Ponadto pracował jako nauczyciel muzyki oraz śpiewu chóralnego w liceach w Toruniu.
W 1992 rozpoczął pracę organisty bazyliki katedralnej św. św. Janów w Toruniu, przy której w 1994 założył Katedralny Chór Chłopięco-Męski „Pueri Cantores Thoruniensis”. W latach 1996–2002 wykładał w Studium Organistowskim w Toruniu. W latach 1996–2001 pełnił funkcję dyrektora i kierownika artystycznego Świętojańskiego Festiwalu Muzyki Organowej oraz Festiwalu Chórów Diecezji Toruńskiej.
Podczas wizyty apostolskiej papieża Jana Pawła II w Toruniu w czerwcu 1999, dyrygował połączonymi orkiestrami i chórami, które liczyły tysiąc pięćset osób.
W maju 1999 na mocy uchwały Rady Wydziału Dyrygentury Chóralnej, Edukacji Muzycznej i Rytmiki Akademii Muzycznej im. S. Moniuszki w Gdańsku zdobył kwalifikacje I stopnia sztuki muzycznej w zakresie dyscypliny artystycznej prowadzenia zespołów wokalnych i wokalno-instrumentalnych. W grudniu 2001 uzyskał stopień doktora habilitowanego, a w 2002 profesora nadzwyczajnego na Katedrze Sztuki Muzycznej przy Pomorskiej Akademii Pedagogicznej.
W latach 2003–2008 wykładał w Akademii Muzycznej w Gdańsku na Wydziale Dyrygentury Chóralnej, Edukacji Muzycznej i Rytmiki. W dniu 21 grudnia 2007 Prezydent Rzeczypospolitej Polskiej Lech Kaczyński nadał mu tytuł profesora sztuk muzycznych.

## Nagrody i wyróżnienia
- 2000 – Nagroda Prezydenta Miasta Torunia w kategorii „kultura i sztuka”[2]
- 2001 – Medal „Zasłużony dla Diecezji Toruńskiej”[1]

## Odznaczenia
- Srebrny i Złoty Krzyż Zasługi[1]
- Krzyż Kawalerski Orderu Odrodzenia Polski[1]
- Medal Komisji Edukacji Narodowej[1]
- Srebrny Medal Za Zasługi dla Pożarnictwa[1]
- odznaka „Zasłużony Działacz Kultury”[1]
- Zasłużony dla Województwa Toruńskiego[1]